# تاریکو بکله
تاریکو بکله (انگلیسی: Tariku Bekele؛ ۲۸ فوریهٔ ۱۹۸۷) یک دونده دو استقامت اهل اتیوپی بود. 
از افتخارات وی میتوان به کسب مدال دو ۱۰٬۰۰۰ متر در بازی‌های المپیک تابستانی ۲۰۱۲ اشاره کرد.